# 인터앤코 스타디움
인터앤코 스타디움(Inter&Co Stadium)은 미국 플로리다주 올랜도에 위치한 축구 전용 경기장이다. 2017년 2월 24일에 개장하였으며, MLS 올랜도 시티 SC와 NWSL 올랜도 프라이드의 홈 경기장으로 사용하고 있다.
| MLS 올스타전 개최 경기장 |                              |                        |
| 2018년                   | 2019년 익스플로리아 스타디움 | 2020년                 |
| 메르세데스-벤츠 스타디움 | 2019년 익스플로리아 스타디움 | 코로나19로 인한 미개최 |
|                          |                              |                        |
|                          |                              |                        |